# Чарнецкий, Стефан Станислав
Стефан Станислав Чарнецкий (ум. 1703) — государственный и военный деятель Речи Посполитой, писарь польный коронный (с 1671 года), маршалок сейма и голубской конфедерации в 1673 годах, староста каневский, радзеювский, браньский и липницкий.

## Биография
Представитель польского дворянского рода Чарнецких герба «Лодзя». Сын мечника черниговского Мартина Чарнецкого (ум. 1652) и племянник гетмана польного коронного Стефана Чарнецкого (1599—1665). После смерти своего дяди Стефан Чарнецкий унаследовал его владения (староства каневское, ретенское, радзеювское и родовое имение Чарнце).
Участник войн Речи Посполитой против украинских казаков, Русского государства и Швеции. В 1658 году — ротмистр рейтарской хоругви. Во время рокоша Ежи Себастьяна Любомирского (1665—1666) Стефан Чарнецкий сохранил верность польскому королю Яну II Казимиру Вазе. В 1665 году после смерти дяди стал командовал гусарским эскадроном, а в 1666 году получил под своё командование королевскую гусарскую хоругвь. Позднее в чине полковника королевского участвовал в военных действиях на Правобережной Украине.
В 1673 году Стефан Станислав Чарнецкий был избран маршалком Голубской конфедерации, созданной в защиту польского короля Михаила Корибута Вишневецкого. В том же году избирается маршалком (председателем) сейма. С 1673 года командовал собственным драгунским полком. Во время Хотинской битвы (1673) руководил пехотой при штурме турецких окопов. В 1683 году Стефан Чарнецкий принял участие в битвах с турками-османами под Веной и Парканами. Во время битвы под Парканами командовал отрядами конницы на левом крыле. Избирался послом на сеймы в 1676, 1677, 1678/1679 и 1681 годах.
Стефан Чарнецкий был одним из самых убежденных противников польского короля Яна III Собеского, участвовал в заговоре против короля в 1678 году.